# خودکشی عاشقانه در سونه‌زاکی (فیلم ۱۹۷۸)
خودکشی عاشقانه در سونه‌زاکی (به ژاپنی: 曽根崎心中 Sonezaki Shinjū) فیلمی است که در سال ۱۹۷۸ اکران شد. از بازیگران آن می‌توان به ریودو اوزاکی، میکو کاجی، هیساشی ایگاوا، و ساچیکو هیداری اشاره کرد.